# Русинская письменность
Руси́нская пи́сьменность в её современном виде имеет как минимум четыре варианта (в связи с отсутствием общепринятого стандарта русинского языка): русины в Воеводине и Славонии пользуются своим кириллическим письмом, созданным в 1923 году, словацкие русины используют кириллический алфавит, утверждённый в 1995 году в Словакии (на основе желеховки), также на кириллице основан алфавит польских русинов-лемков, закарпатские русины используют несколько вариантов кириллического алфавита (например, с буквой «ӱ» и без неё). Буквы Ё, І, Ы и Ъ в южнорусинском алфавите не используют. Словацкая версия русинского алфавита отличается от украинской версии наличием букв Ы, Ë и Ъ. В лемковском алфавите нет букв Ë и Ї. На письме русинский язык использует кириллицу в нескольких вариантах (русская кириллица: ы/и/йи/е, украинская кириллица: и/і/ї/є; чаще всего используется их комбинация: ы/і/ї/є). Различаются буквы г и ґ (последняя используется, например, в иностранных именах: Ґуставсон, Заґреб, Евґения).

## Карпаторусинская письменность

### Лемковская письменность
Алфавит лемковского литературного языка включает 34 буквы:
| А а | Б б | В в | Г г | Ґ ґ | Д д | Е е |
| Є є | Ж ж | З з | І і | И и | Ы ы | Й й |
| К к | Л л | М м | Н н | О о | П п | Р р |
| С с | Т т | У у | Ф ф | Х х | Ц ц | Ч ч |
| Ш ш | Щ щ | Ю ю | Я я | Ь ь | Ъ ъ |     |

### Пряшевско-русинская письменность
Алфавит пряшевского литературного языка включает 36 букв:
| А а | Б б | В в | Г г | Ґ ґ | Д д | Е е | Є є |
| Ё ё | Ж ж | З з | І і | Ї ї | И и | Ы ы | Й й |
| К к | Л л | М м | Н н | О о | П п | Р р | С с |
| Т т | У у | Ф ф | Х х | Ц ц | Ч ч | Ш ш | Щ щ |
| Ю ю | Я я | Ь ь | Ъ ъ |     |     |     |     |

### Орфография
Орфография русинских литературных языков относится к морфологическому (этимологическому) типу с элементами традиционного типа. Независимо от различий в позициях фонем морфемы пишутся одинаково. В некоторых случаях используется традиционный тип написания. Например, в лемковском отмечается этимологический принцип в случаях типа выiзд [выiзт] «выезд» — выiзду [выiзду] «выезду»; чытал [чытаў] «читал» — чытали [чытали] «чытали», и традиционный принцип в случаях типа вчера [фчера] «вчера», свято [с’ўато] «праздник».

### История
Согласно исследованиям П. Р. Магочи, история карпаторусинской письменности и литературного языка включает 5 периодов, в которых в качестве письменных используются:
1. XVII век — начало XVIII века: церковнославянский язык и народный язык.
2. XVIII век — середина XIX века: церковнославянский, вытесняемый церковнославянским карпаторусинского извода, и народный язык.
3. Середина XIX века — начало XX века (1918): церковнославянский язык карпаторусинского извода, народный язык, русский язык и украинский язык.
4. Начало XX века (1919) — середина XX века (1945): карпаторусинский литературный язык, русский язык и украинский язык.
5. Середина XX века (с 1945) — 1980-е годы: русский язык и украинский язык.

А. Д. Дуличенко дополняет эту периодизацию шестым периодом:
1. Конец 1980-х — начало 1990-х годов — начало XXI века: карпаторусинский литературный язык (и украинский язык).

Также А. Д. Дуличенко предлагает более общую периодизацию истории карпаторусинской письменности, в которой выделяет 4 периода:
1. Старый или древний период (XVII—XVIII века — конец XVI века): письменность представлена тестами религиозного содержания на церковнославянском языке в основном великорусского извода; в ряде текстов прослеживаются элементы местной диалектной речи; старейший памятник на народном языке датируется XV веком.
2. Средний период (XVII—XVIII века): наряду с письменностью на церковнославянском широко распространяется письменность на народном языке; к этому периоду относятся «Няговское Евангелие», «Букварь языка Славенска[укр.]» С. Полоцкого, «Грамматика русская сирѣч правила извѣщателная и наставителная о словосложеніи слова языка славенского или русскаго» А. Коцака и другие памятники письменности.
3. Новый период (XIX—XX века): характеризуется различными тенденциями в развитии письменности как по разным регионам, так и по времени.

В 1840-е годы языками письменности для русинов в дополнение к церковнославянскому и народному становятся также латинский и венгерский языки. На латинском писали, в частности, И. Базилович (и на церковнославянском) и В. Довгович (и на венгерском). На латинском были изданы «Славяно-русская грамматика» (Grammatica slavo-ruthena) М. М. Лучкая (1830), в которой дано описание церковнославянского и частично народногой языка русинов, и «Русько-оугорська їлї мадярська
грамматика» И. Ф. Фогорашия (1833).
Со второй половины XIX века в связи с началом карпаторусинского национального движения характеризуется активизация литературно-языковых и письменных процессов. Эта часть среднего периода отмечена деятельностью А. В. Духновича, который выбрал в качестве письменного языка русинов русский (насыщенный в его творчестве диалектными карпаторусинскими элементами). Такую же позицию в отношении литературного языка заняли А. И. Добрянский, И. И. Раковский, А. И. Павлович, Е. А. Фенцик, А. Митрак, А. Ф. Кралицкий, И. А. Сильвай, Ю. И. Ставровский-Попрадов и другие представители карпаторусинского национального движения. Сложившийся на основе на основе русского и церковнославянского языков, а также карпаторусинских диалектов сложился литературный язык, получивший название «язычие», на котором писали при помощи гражданской кириллицы. На этом языке выходили периодические издания «Вѣстникъ для Русиновъ Австрійской державы», «Свѣтъ», «Новый Свѣтъ», «Карпатъ» и другие, он был принят как письменный язык, в частности, в Обществе святого Василия Великого.
К концу XIX века среди русинов всё шире распространяются идеи развивать письменности на народном языке или принять украинскую письменность и литературный язык. К одним из первых попыток обращения к народному языку относят, например, издание «Русько-мадярского словаря» Л. Чопея (1883). На рубеже XIX—XX в среде карпаторусинской интеллигенции сосуществовали три письменно-языковых направления: русское, украинское и русинское. Неопределённость в языковом вопросе в карапаторусинском обществе сохранялась и после распада Австро-Венгерской империи в 1919 году, когда большая часть русинских земель оказалась в составе вошла в состав Чехословакии. Сохранялось движение сторонников великорусского языка (их главной организацией было Общество имени А. Духновича), набирало силу движение сторонников использования украинского языка и расширения культурных связей с Галицией (объединялись вокруг общества «Просвіта»). Меньшее число сторонников было у движения за придание статуса литературного карпаторусинскому языку. Несколько обособленно развивалась письменность у лемков в Польше, в межвоенный период у них издавалась периодика, были напечатаны словарь и школьные учебнике на местном варианте карпаторусинского. Под властью Венгрии с 1939 года во время Второй мировой войны местные власти стали поддерживать «угрорусский язык». Языковые нормы и принцип правописания был изложен в работе И. А. Гарайды Грамматика руського языка (1941). Алфавит и орфография этого издания продолжает спорадически использоваться в Закрпатской области Украины и на рубеже XX—XXI веков.
Алфавит И. А. Гарайды (1941) включает 34 буквы:
| А а | Б б | В в | Г г | Д д | Е е  | Ж ж |
| З з | И и | І і | Й й | К к | Л л  | М м |
| Н н | О о | П п | Р р | С с | Т т  | У у |
| Ф ф | Х х | Ц ц | Ч ч | Ш ш | Щ щ  | Ы ы |
| Ъ ъ | Ь ь | Ѣ ѣ | Ю ю | Я я | Йо ё |     |

После Второй мировой войны и вплоть до конца 1980-х годов языком письменности для русинов стал украинский язык во всех странах, где проживали карпатские русины (в Словакии до 1950-х годов литературным языков русинов был русский).
1. Новейший период (с конца 1980-х — начала 1990-х годов до начала XXI века): этот период отмечается разделением карпаторусинского общества, одна его часть продолжает считать себя частью украинского народа и использовать как письменный украинский литературный язык, другая часть выступает за признание русинов самостоятельным народом и в качестве письменного языка использует литературную норму, созданную на основе русинских диалектов[11].

Появление письменности на родном языке в первую очередь было вызвано переменами в жизни русинского общества, произошедшими на рубеже 1980-х и 1990-х годов. Во всех государствах, в которых проживали русины, были созданы национально-культурные организации. В Польше в 1989 году было создано общество «Содружество лемков» («Стоварышиня Лемкiв»), которое начало издание журнала «Бесiда». В Словакии в 1990 году активисты русинского движения создали общество «Русинское возрождение» («Русиньска оброда»), начавшее издавать журнал «Русин» и газету «Народны новинкы». В Закарпатской области в 1990 году было организовано «Общество подкарпатских русинов» («Общество подкарпатськых русинув»), начавшее издавать газету «Подкарпатська Русь», возродилось также Общество имени А. Духновича (в Мукачеве). В Венгрии в 1992 году была образована «Организация русинов Венгрии» («Орґанiзацiя Русинiв у Мадярску»), периодическим изданием которой стала газета «Русинскый Жывот». Изданные в это время документы, периодика, книги, переписка и прочие формы письма имели стихийный характер, отличаясь своими собственными нормами у каждого издания и у каждого автора. Дальнейшее печатное издательство, планируемое введение образования и прочие сферы, в которых должна была использоваться русинская письменность, требовали создания единых норм литературного письменного стандарта. Согласно решению, принятому в 1992 году на Первом конгрессе русинского языка в Бардеёве, кодификация литературной нормы должна была проводиться в разных вариантах в каждой из стран проживания русинов по так называемой ретороманской модели с последующей выработкой в будущем на базе данных вариантов общерусинской нормы.
Первыми стали решать вопрос нормализации графики и орфографии словацкие русины и польские лемки. В 1992 году Ю. Панько подготовил и издал «Нормы русинского правописания» («Нормы русиньского правопису») для пряшевского варианта русинского языка В Словакии. В 1994 году доработанные Ю. Панько совместно с В. Ябуром нормы были изданы под новым названием «Правила русинского правописания» («Правила русиньского правопису»). В 1995 году в Братиславе была принята официальная декларация о кодификации русинского литературного языка. В дальнейшем развитию русинского языка в Словакии способствовали издание учебников и начало преподавания родной речи в ряде школ на востоке Прешовского края с 1997—1998 учебного года, открытие в 1999 году Отделения русинского языка и культуры в Прешовском университете, выход из печати произведений художественной и религиозной литературы, создание радиопередач и театральных постановок. В Польше в 1992 году языковые нормы и правила орфографии были подготовлены и изданы М. Хомяк в виде двух пробных грамматик, одна из которых предназначалась для школьников начальных классов. В 2000 году нормы лемковского варианта русинского языка были кодифицированы М. Хомяк совместно с Х. Фонтанским в издании «Грамматика лемковского языка» («Ґраматыка лемківского языка»). При подготовке этого издания были учтены правила правописания, применяемые в периодике, учебниках и произведениях лемковских писателей, издававшихся до Второй мировой войны. В Польше также, как и в Словакии было введено обучение лемковскому языку, начато издание литературы, начато радиовещание, некоторое время в Краковской педагогической академии обучались учителя лемковского языка.
На Украине и в Венгрии общепризнанных норм письменности до настоящего времени не сложилось. Попытки создания единых норм русинского языка в Закарпатской области предпринимались несколько раз: в 1992 году было выпущено пособие «Русинськый язык: очерк комплексноi практичноi граматикы» В. А. Сочка-Боржавина и И. Ю. Керчи, в 1999 году — «Материнськый язык: Писемниця русинського языка» М. И. Алмашия, И. Ю. Керчи, В. И. Молнара и С. Поповича, в 2005 году — «Граматика русинського языка из Євангелієм от Матфея для русинôв Украйины, центральної Європы и Америкы» Д. Д. Сидора, в 2013 году учебник «Русинськый язык» (так называемая школьная грамматика) Н. Печоры, в 2014 году — «Граматика русинського литературного языка» А. Мегелы и «Правила русинського правописаня» М. И. Алмашия. Также в разные годы выпущено сравнительное большое число нормативных словарей. Тем не менее, русинская письменность продолжает развиваться на базе разных диалектов, многие авторы и издания продолжают придерживаться собственных вариантов графики и орфографических норм. В Венгрии длительное время письменность развивалась на местном комлошковском говоре. Какие-либо единые орфографические нормы и графика отсутствовали, как и попытки создания кодифицированной нормы. Позднее в русинских изданиях Венгрии стали преобладать закарпатские говоры переселенцев с Украины, одновременно с этим отметились шаги в направлении стандартизации языка — в 2015 году изданы учебники для русинских начальных школ, в 2017 году М. Капралем издан Русинский орфографический словарь.

## Южнорусинская письменность

### Алфавит
Современный южнорусинский алфавит состоит из 32 букв:
| А а | Б б | В в | Г г | Ґ ґ | Д д | Е е | Є є |
| Ж ж | З з | И и | Ї ї | Й й | К к | Л л | М м |
| Н н | О о | П п | Р р | С с | Т т | У у | Ф ф |
| Х х | Ц ц | Ч ч | Ш ш | Щ щ | Ю ю | Я я | Ь ь |

Для указания на несмягчаемость согласных д ([d]), т ([t]) и н ([n]) перед [je], [ji], [ju], [ja] (на письме — є, ї, ю, я) и для отделения согласного д от согласных ж ([ʒ]) и з ([z]) на стыке префиксальной и корневой морфем, указывающих на то, что сочетания дж и дз не произносятся как звуки д͡ж ([d͡ʑ]) и д͡з ([d͡z]), в южнорусинской письменности факультативно используется апостроф (’): ин’єкция «инъекция», од’задку «сзади, позади».
Как и в других русинских алфавитах буквы є, ї, ю, я используются для обозначения сочетаний [je], [ji], [ju], [ja] в начале слова и после гласной: єлень [jе]лень «олень», ютре [jу]тре «завтра»; троїх тр[оji]х «троих», фияско ф[иjа]ско «фиаско». Помимо этого, буквы є, ї, ю, я передают мягкость согласных т’ ([c]), д’ ([ɟ]), л’ ([ʎ]), н’ ([ɲ]), предшествующих гласным [e], [i], [u], [a]: нєбо [н’е]бо «небо», блїснуц б[л’и]снуц «блеснуть», дюмбир [д’у]мбир «имбирь», звитяжиц зви[т’а]жиц «нагрешить, навредить, наказать». Для передачи сочетания [jo] используются буквы й и о: мойо м[оjо] «моё», смягчение согласных перед о обозначают как сочетанием йо, так и мягким знаком: усельовац ше усе[л’о]вац ше «вселяться», фйoрд «фьорд». Буквой щ передаётся сочетание ш ([ʃ]) и ч ([t͡ɕ]) — шч [ʃt͡s]: щедросц [шч]едросц «щедрость». Мягкий знак указывает на палатальные согласные т’, д’, л’, н’ — ть, дь, ль, нь: потька по[т’]ка «карп, сазан», предсидатель предсидате[л’] «председатель». Согласные д͡з ([d͡z]) и д͡ж ([d͡ʑ]) предаются сочетаниями букв дз и дж: дзецко [д͡з]ецко «дитя, ребёнок».

### История
Изначально письменным языком паннонских русинов был церковнославянский язык, позднее, наряду с церковнославянским использовалось также язычие. Обе языковые формы считались вариантами единого литературного языка, который называли «руски язик» или «русский язик». Письменность при этом развивалась как на церковнославянской, так и на гражданской кириллице. В контактах с властями при ведении официальной документации использовались латинский и венгерский языки. В текстах на церковнославянском и язычии на протяжении XIX века всё чаще встречаются элементы народного языка. Более того, появляются тексты, полностью написанные на народном языке, например, рукописные хроники Руски-Керестура (Руски-Крстура) и Коцура (Куцуры), самые ранние из сохранившихся датируются второй половиной XIX века. Как в переписке и личных записях, так и в первых печатных текстах на южнорусинском («Русскій соловей» М. Врабеля, 1890; фольклорные записи «Писнї Бач-Бодрогского комитату», 1900, и другие, собранные В. М. Гнатюком; «З мойого валала» Г. Костельника, 1904) использовали не только гражданскую кириллицу с разными вариантами графики и орфографии, но и сербское, хорватское и венгерское письмо, а также различные их комбинации.
Собственный алфавит и нормы правописания русинского языка впервые были предложены Г. Костельником в его «Бачванско-русинской грамматике» («Граматика бачвансько-рускей бешеди») в 1923 году. За основу своей графики Г. Костельник взял украинский алфавит, исключив из него букву i. Предложенное письмо использовалось вплоть до Второй мировой войны в небольшом числе печатных изданий, причём орфография в каждом из них развивалась стихийно. Основная же часть грамотных паннонских русинов, которых в то время было не так много, продолжала использовать церковнославянское, венгерское и сербское письмо или их смешанные формы.
После Второй мировой войны сфера использования южнорусинского языка стала активно расширяться. Он стал языком и предметом школьного обучения, языком местной администрации, на нём стали печатать больше периодических изданий, а также оригинальной и переводной литературы. Дальнейшее развитие языка требовало в этих условиях строгих орфографических норм. Задачу стандартизации южнорусинской письменности выполнил М. Кочиш, подготовивший и издавший «Правописание русинского языка» («Правопис руского язика», 1971), «Практический терминологический словарь сербскохорватско-русинско-украинский» («Приручни терминологийни словнiк сербскогорватско-руско-украiнски», 1972), учебные пособия «Родной язык» («Мацерински язик», 1965—1968) и на основе этих пособий «Грамматику русинского языка» («Ґраматика руского язика», 1974).
Работа над стандартизацией южнорусинской письменности продолжается в настоящее время: в 2002 году издана «Грамматика русинского языка» («Ґраматика руского язика за I, II, III и IV класу ґимназиï») Ю. Рамача (переиздана — в 2006 году), в 2017 году издан «Орфографический словарь русинского языка» («Правописни словнїк руского язика») и в 2019 году — «Правописание русинского языка» («Правопис руского язика») М. Фейсы.

## Сравнение алфавитов
| Лемковский | Пряшевский | Паннонский | Закарпатский | МФА         |
| ---------- | ---------- | ---------- | ------------ | ----------- |
| А а        | А а        | А а        | А а          | /a/         |
| Б б        | Б б        | Б б        | Б б          | /b/         |
| В в        | В в        | В в        | В в          | /w/, /ʋ/    |
| Г г        | Г г        | Г г        | Г г          | /ɦ/         |
| Ґ ґ        | Ґ ґ        | Ґ ґ        | Ґ ґ          | /ɡ/         |
| Д д        | Д д        | Д д        | Д д          | /d/         |
| Е е        | Е е        | Е е        | Е е          | /ɛ/         |
| Є є        | Є є        | Є є        | Є є          | /je/, / ʲe/ |
| -          | Ё ё        | -          |              |             |
| Ж ж        | Ж ж        | Ж ж        | Ж ж          | /ʒ/         |
| З з        | З з        | З з        | З з          | /z/         |
| І і        | І і        | -          | І і          | /i/         |
| -          | Ї ї        | Ї ї        | Ї ї          | /ji/, /ʲi/  |
| И и        | И и        | И и        | И и          | /ɪ/, /ɨ/    |
| Ы ы        | Ы ы        | -          | Ы ы          | /ɯ/         |
| Й й        | Й й        | Й й        | Й й          | /j/         |
| К к        | К к        | К к        | К к          | /k/         |
| Л л        | Л л        | Л л        | Л л          | /l/         |
| М м        | М м        | М м        | М м          | /m/         |
| Н н        | Н н        | Н н        | Н н          | /n/         |
| О о        | О о        | О о        | О о          | /ɔ/         |
|            |            |            | Ō ō          | /o~ʊ/       |
| П п        | П п        | П п        | П п          | /p/         |
| Р р        | Р р        | Р р        | Р р          | /r/         |
| С с        | С с        | С с        | С с          | /s/         |
| Т т        | Т т        | Т т        | Т т          | /t/         |
| У у        | У у        | У у        | У у          | /u/         |
|            |            |            | Ӱ ӱ          | /y/         |
| Ф ф        | Ф ф        | Ф ф        | Ф ф          | /f/         |
| Х х        | Х х        | Х х        | Х х          | /x/         |
| Ц ц        | Ц ц        | Ц ц        | Ц ц          | /t͡s/        |
| Ч ч        | Ч ч        | Ч ч        | Ч ч          | /t͡ʃ/        |
| Ш ш        | Ш ш        | Ш ш        | Ш ш          | /ʃ/         |
| Щ щ        | Щ щ        | Щ щ        | Щ щ          | /ʃt͡ʃ/       |
| Ю ю        | Ю ю        | Ю ю        | Ю ю          | /ju/, /ʲu/  |
| Я я        | Я я        | Я я        | Я я          | /ja/, /ʲa/  |
| Ь ь        | Ь ь        | Ь ь        | Ь ь          | -           |
| Ъ ъ        | Ъ ъ        | -          | -            |             |